# Evergestis junctalis
Evergestis junctalis là một loài bướm đêm trong họ Crambidae.